# Valleigraszanger
De valleigraszanger (Cisticola tinniens) is een zangvogel uit de familie Cisticolidae.

## Verspreiding en leefgebied
Deze soort komt voor in het oostelijk-centraal en zuidelijk Afrika en telt zes ondersoorten:
- C. t. tinniens dyleffi: oostelijk Congo-Kinshasa.
- C. t. oreophilus: westelijk en centraal Kenia.
- C. t. shiwae: zuidoostelijk Congo-Kinshasa, zuidwestelijk Tanzania en oostelijk Zambia.
- C. t. perpullus: Angola, zuidelijk Congo-Kinshasa en westelijk Zambia.
- C. t. tinniens: Zimbabwe, westelijk Mozambique en Zuid-Afrika.
- C. t. elegans: zuidwestelijk Zuid-Afrika.

## Status
De grootte van de populatie is niet gekwantificeerd maar de soort wordt omschreven als algemeen tot zeer algemeen. Op de Rode lijst van de IUCN heeft deze soort de status niet bedreigd.